# Invenções e inovações suecas
Uma série de invenções e inovações feitas por suecos nos séculos XIX e XX contribuíram para o mundo todo decisivamente para transformar a Suécia de país atrasado em nação industrial.
| Ano  | Invenção ou inovação                            | Autor                             |
| ---- | ----------------------------------------------- | --------------------------------- |
| 1767 | Fogão de sala de cerâmica                       | C.J. Cronstedt e F. Wrede         |
| 1839 | Navio propulsionado por hélice                  | John Ericsson                     |
| 1856 | Fósforos de segurança                           | Carl Lundström                    |
| 1866 | Dinamite                                        | Alfred Nobel                      |
| 1873 | Metralhadora Nordenfelt                         | Helge Palmcrantz                  |
| 1873 | Calculadora mecânica de Odhner                  | Willgodt Theophil Odhner          |
| 1877 | Equipamento telefónico                          | L M Ericsson                      |
| 1877 | Separador de natas                              | Gustaf de Laval                   |
| 1881 | Maçarico                                        | Carl Richard Nyberg               |
| 1883 | Sistema trifásico                               | Jonas Wenström                    |
| 1890 | Tubeira de Laval                                | Gustaf de Laval                   |
| 1892 | Chave inglesa                                   | Johan Petter Johansson            |
| 1905 | Farol automático de gás                         | Gustaf Dalén                      |
| 1906 | Rolamento autocompensador de esferas            | Sven Wingquist                    |
| 1913 | Zíper (Brasil) ou fecho-éclair (Portugal)       | Gideon Sundbäck                   |
| 1919 | Piranómetro                                     | Anders Knutsson Ångström          |
| 1921 | Refrigerador (Brasil) ou frigorífico (Portugal) | Baltzar von Platen e Carl Munters |
| 1948 | Câmara fotográfica Hasselblad                   | Victor Hasselblad                 |
| 1944 | Embalagem Tetra Pak                             | Erik Wallenberg                   |
| 1958 | Pacemaker implantável                           | Rune Elmqvist                     |
| 1959 | Cinto de segurança                              | Nils Bohlin                       |

## Galeria de invenções

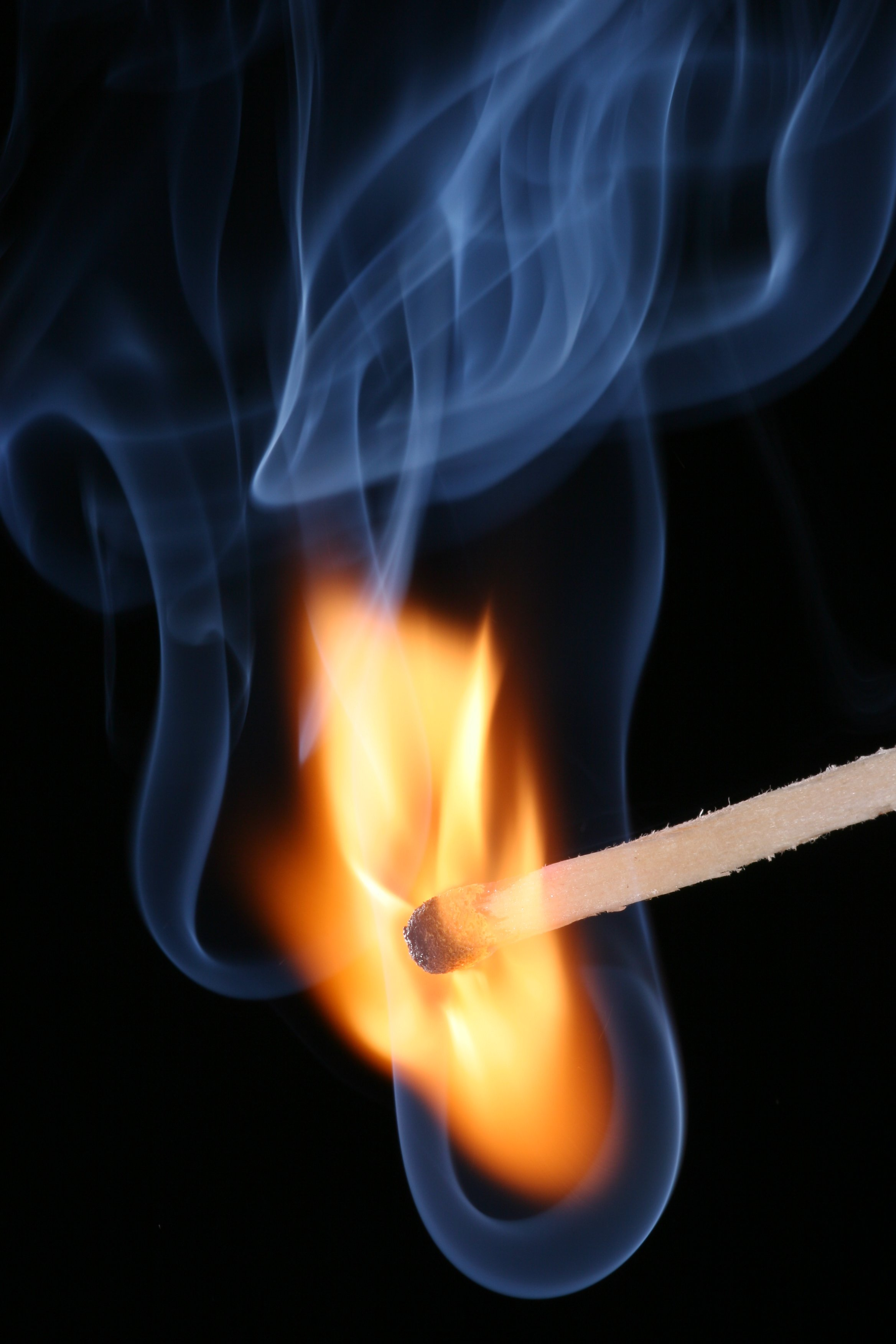
Fósforo de segurança
Dinamite
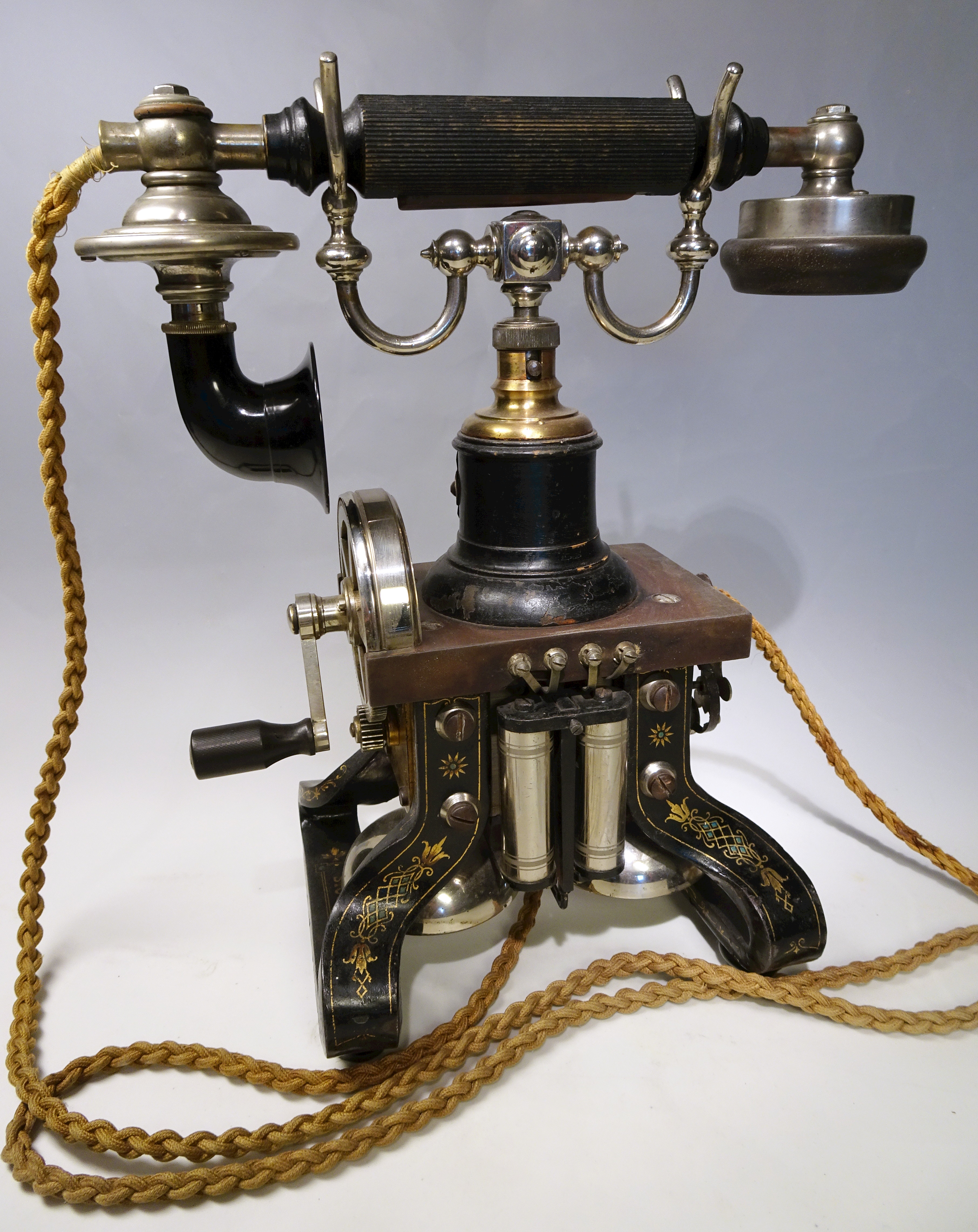
Equipamento telefónico
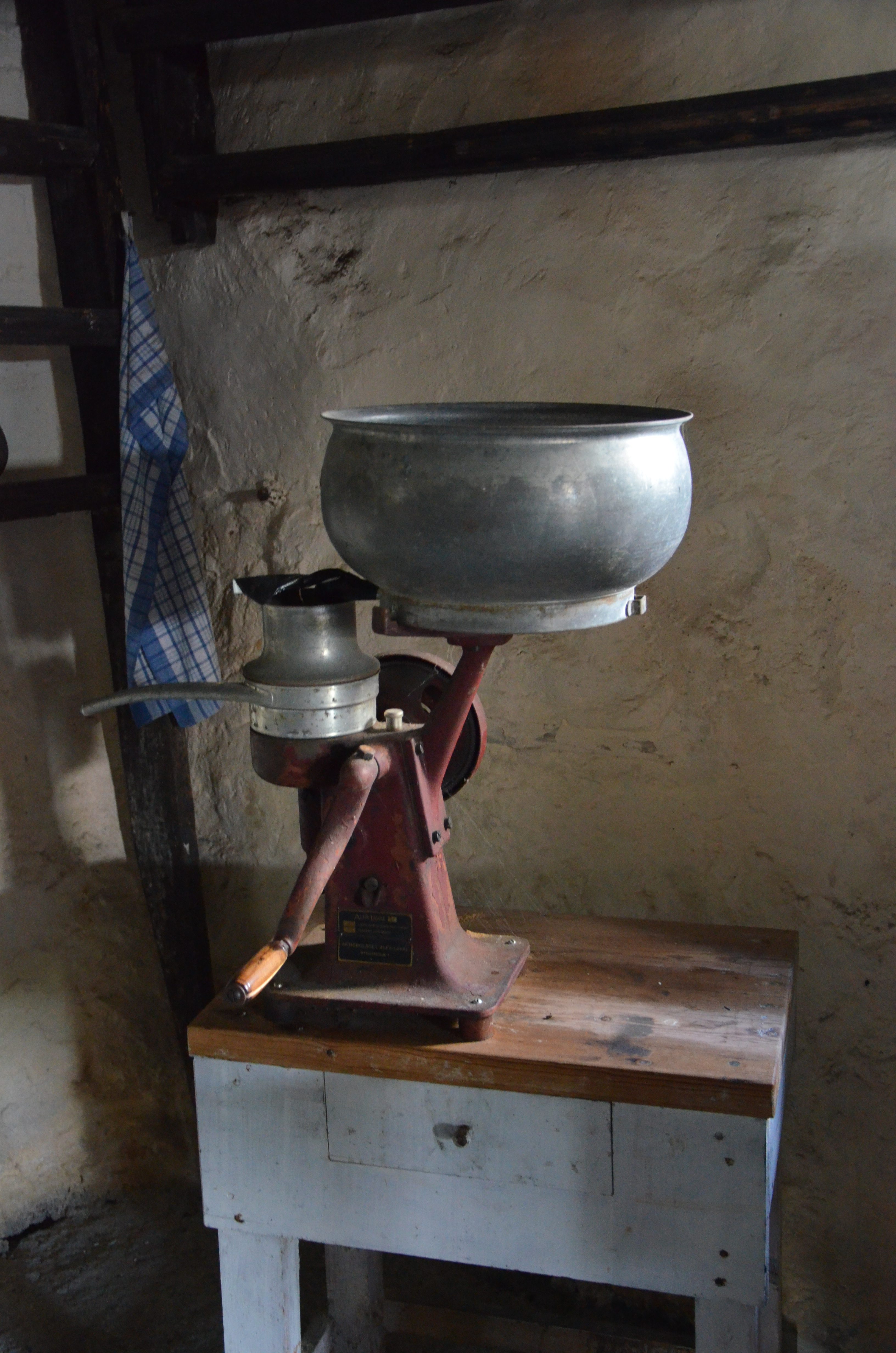
Separador manual de natas
Chave sueca
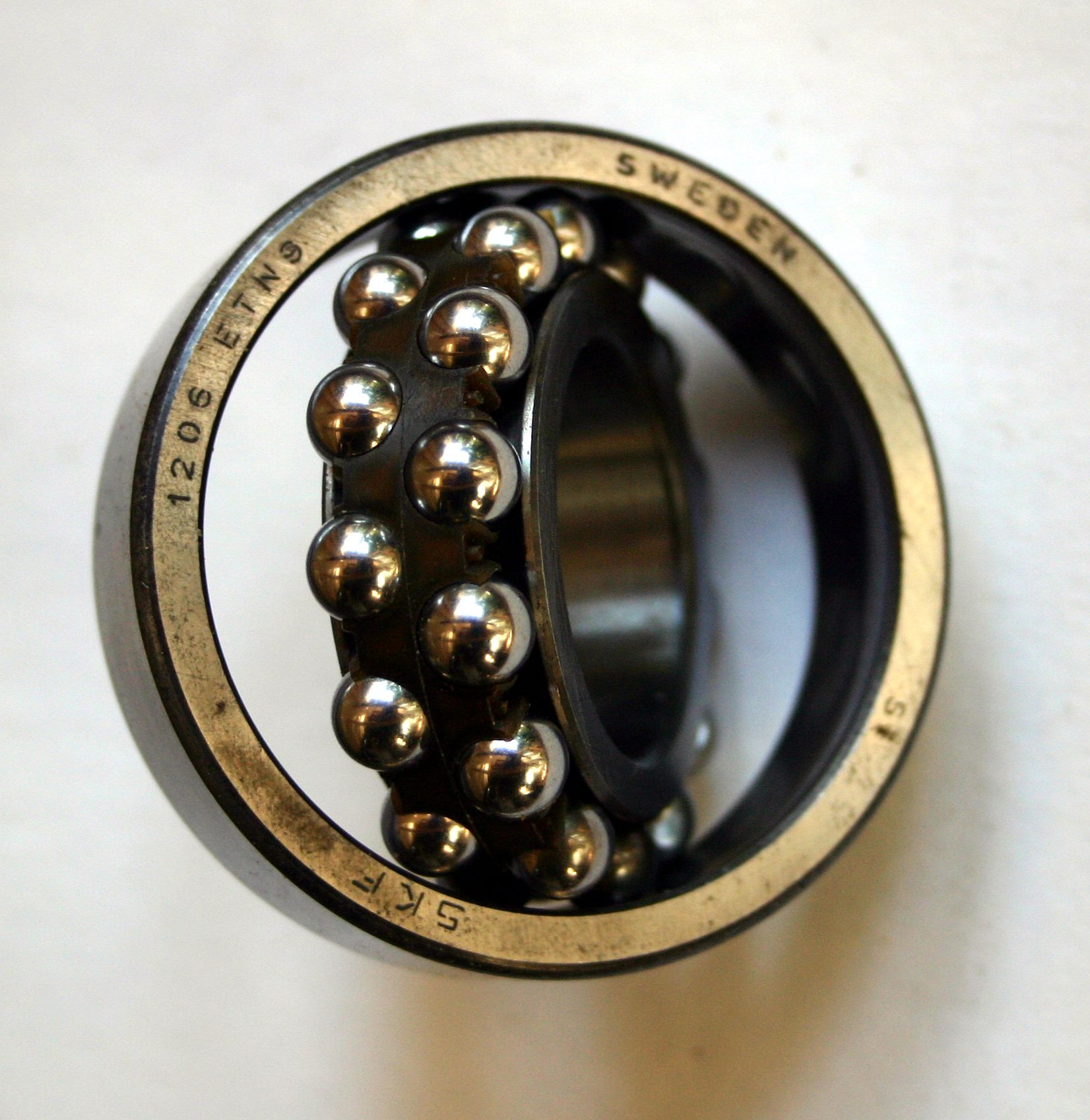
Rolamento autocompensador de esferas
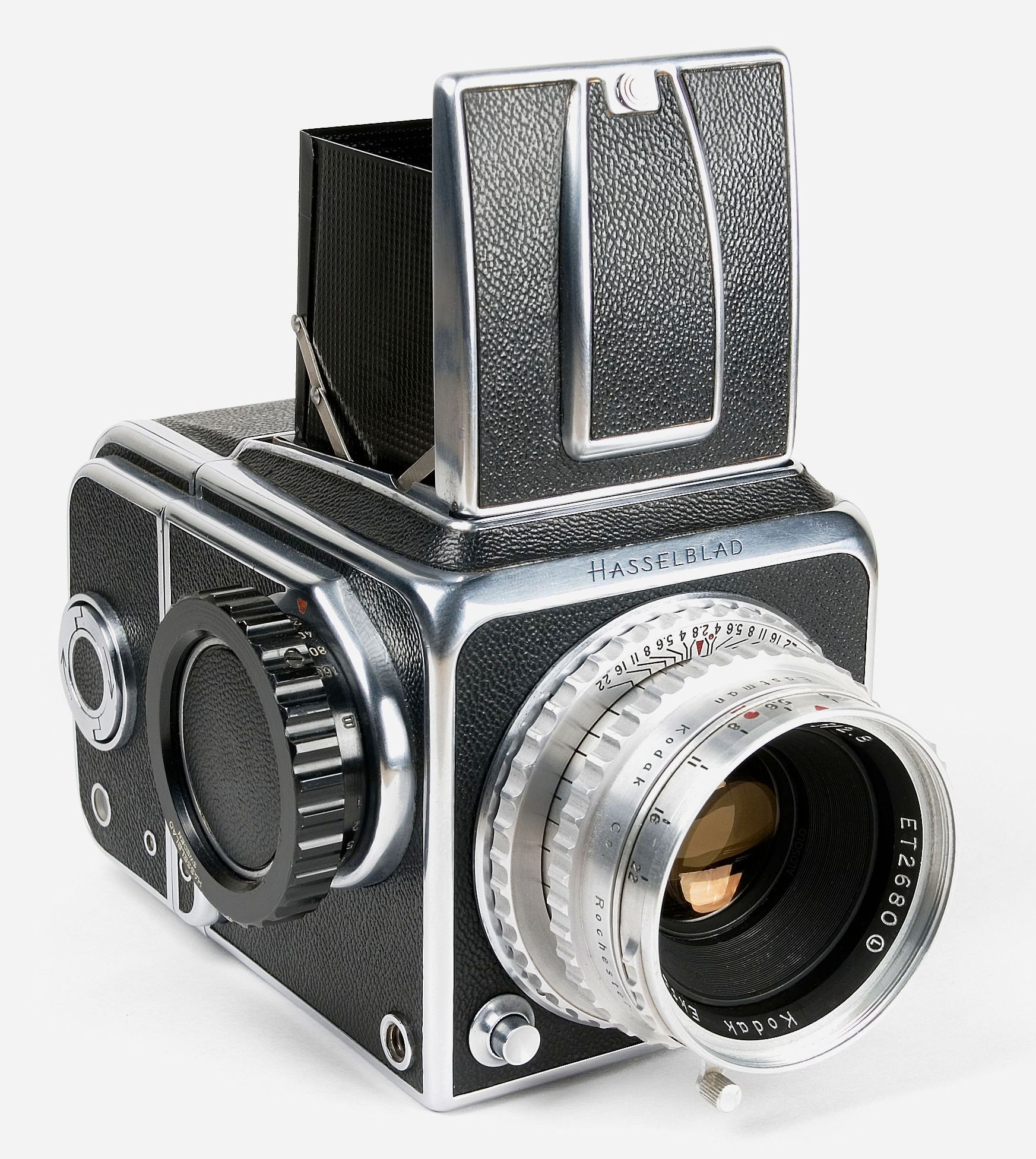
Câmara fotográfica Hasselblad 1600F
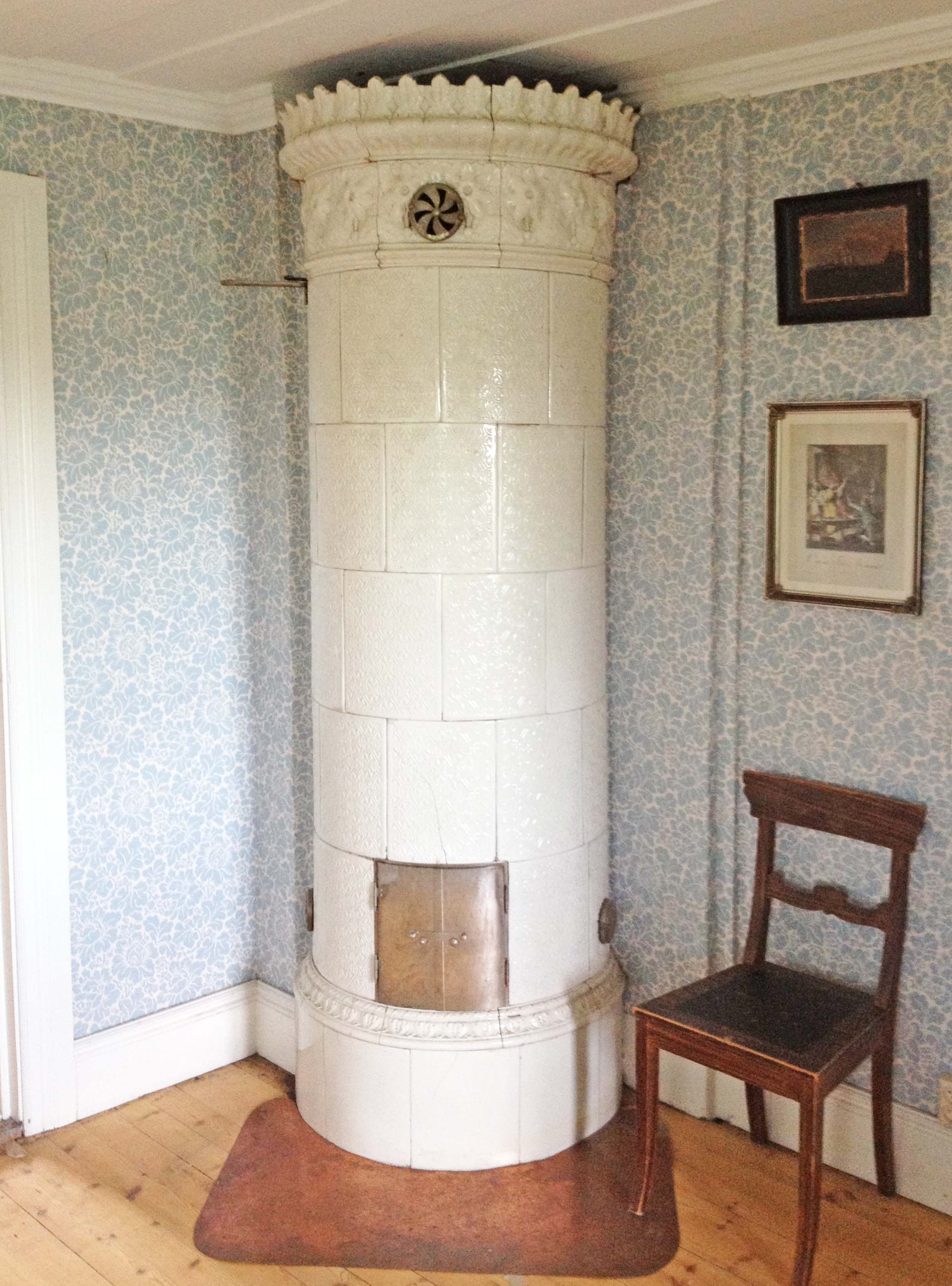
Fogão de sala de cerâmica do fim do séc. XIX
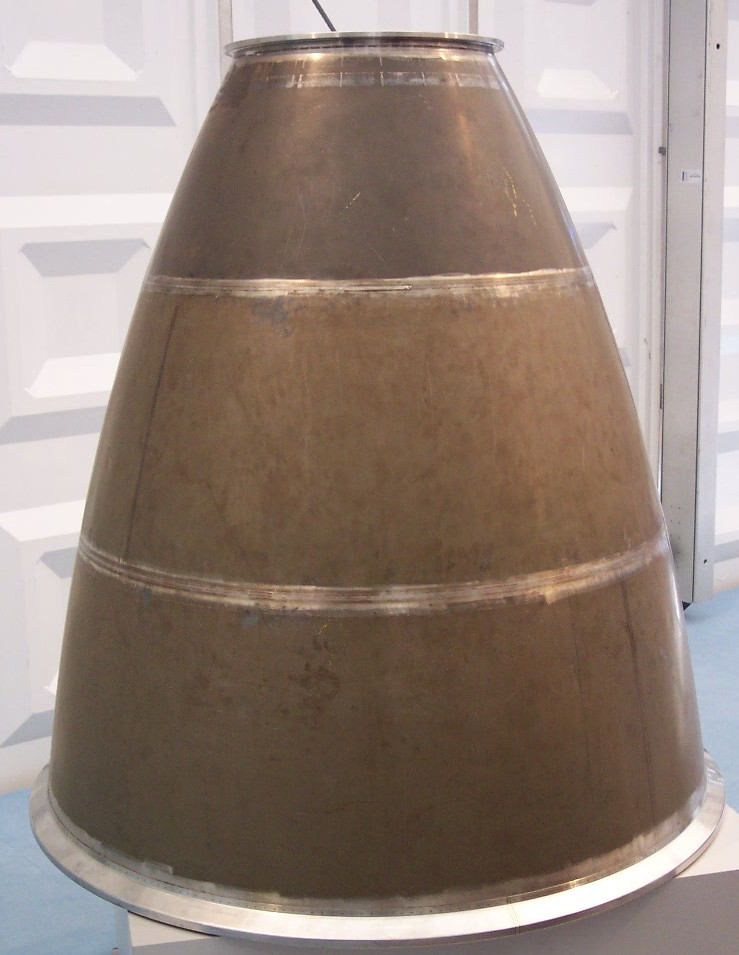
Tubeira de motor de foguete
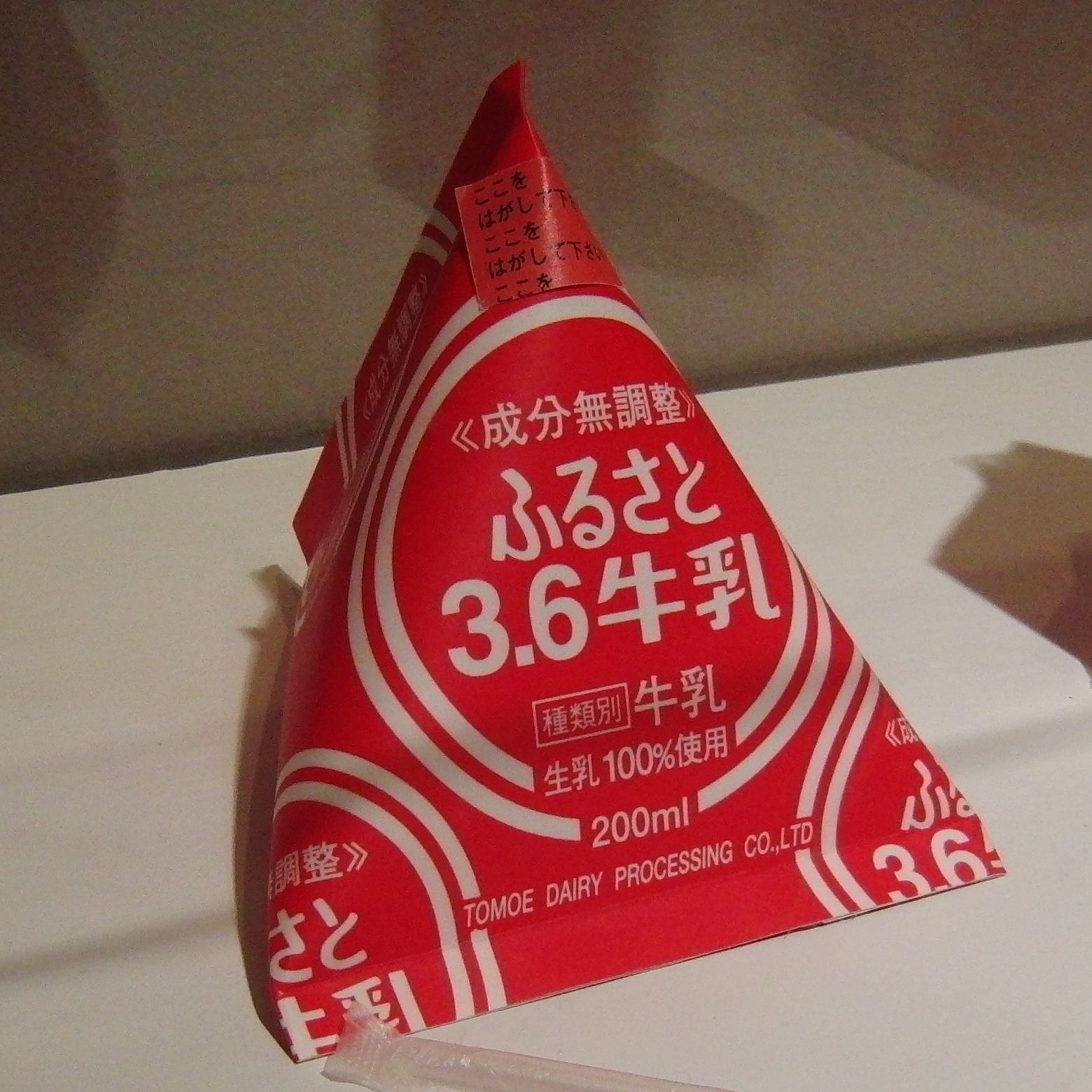
Embalagem Tetra Pak
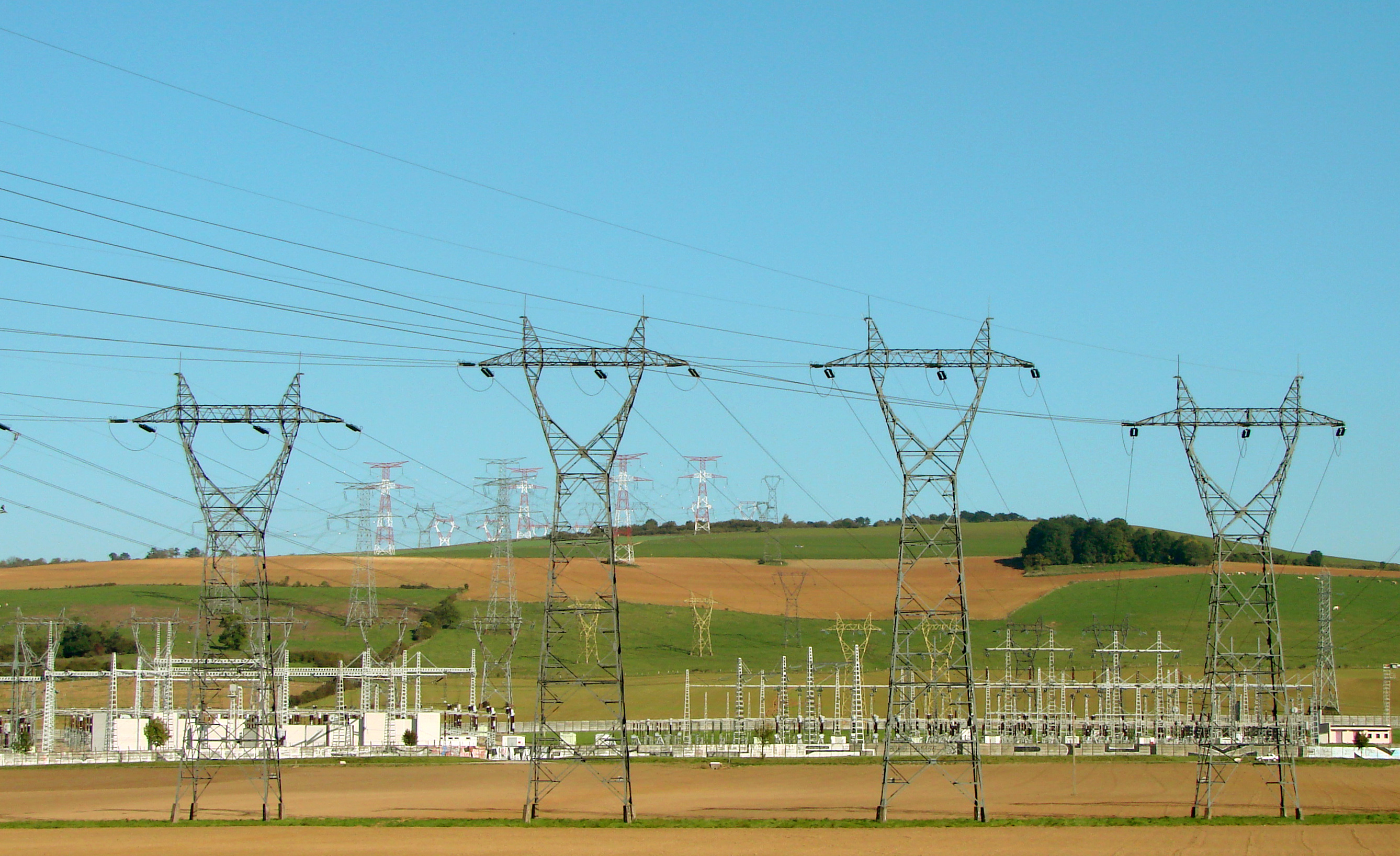
Linhas de transmissão trifásicas
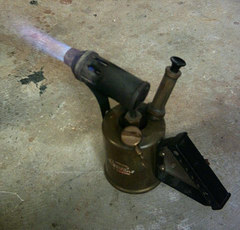
Maçarico
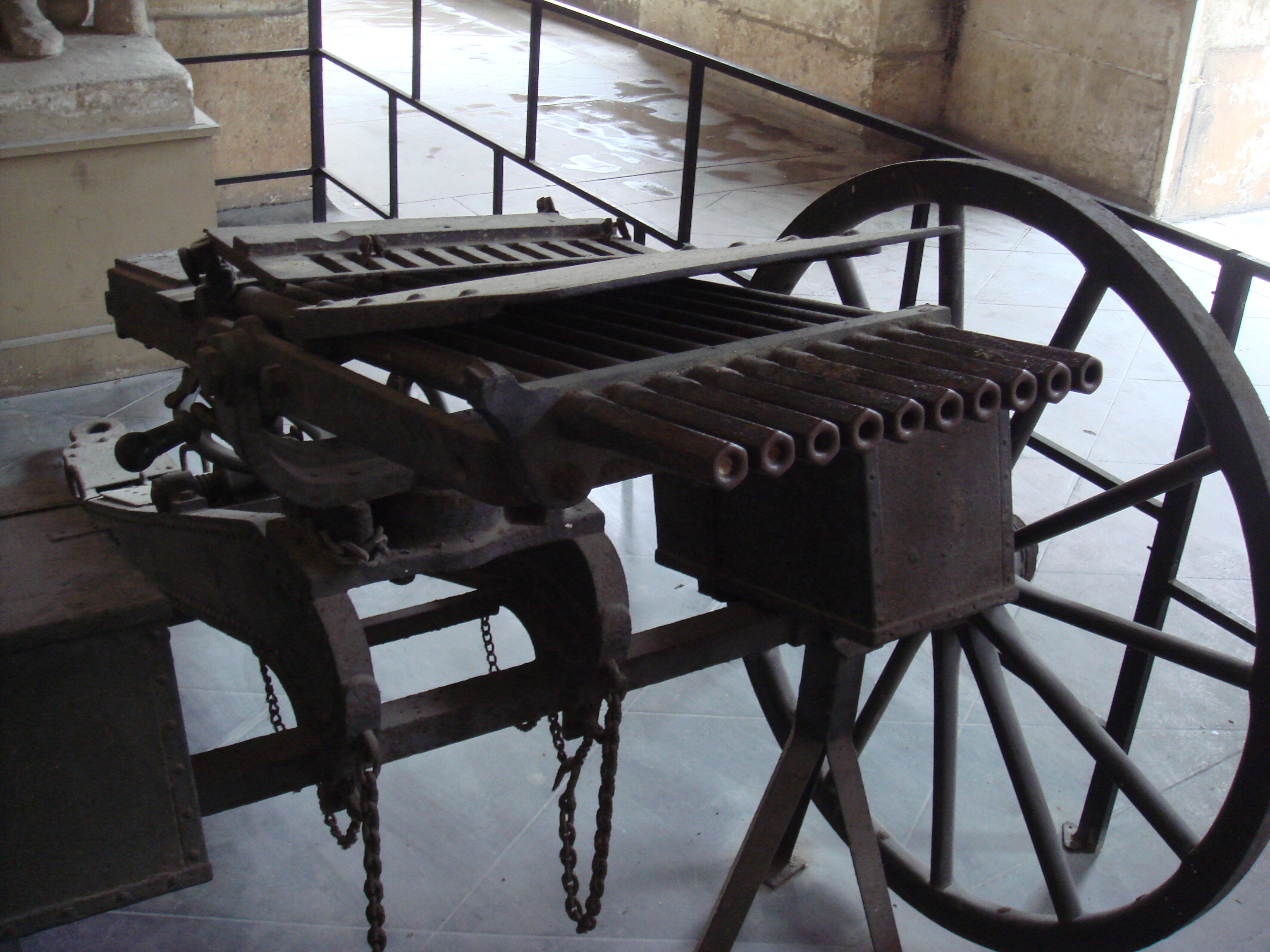
Metralhadora Nordenfelt
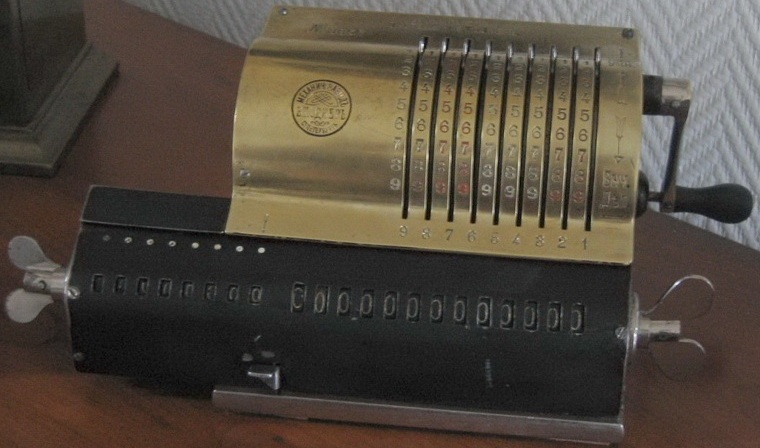
Calculadora mecânica de Odhner